# Hydrolagus novaezealandiae
Hydrolagus novaezealandiae — хрящевая рыба, вид отряда химерообразных. Видовое название novaezealandiae присвоено в честь Новой Зеландии, в водах которой встречается это животное.
Максимальная длина тела 96 см, обычная 55. Темно-серые сверху, с серебристо-белыми отметинами, бледно-серебристо-серые снизу. Обитают в юго-западной части Тихого океана: эндемик вод Новой Зеландии. Глубоководная батидемерсальная рыба. Встречается на глубине от 25 до 950 метров, обычно от 100 до 600, на внешнем континентальном шельфе и верхнем континентальном склоне. Питается ракообразными, моллюсками, червями и мелкой рыбой. Одиночное, яйцекладущее животное. Яйца заключены в роговые оболочки, длина вышедших из яиц детёнышей от 9 до 12 см. Безвредна для человека, считается видом вне опасности и является объектом мелкого коммерческого промысла.